# Flojd
Flojd (ang. The Feeble Files) – komputerowa gra przygodowa typu wskaż i kliknij, wyprodukowana i wydana przez Adventure Soft Publishing w 1998 roku.

## Wersja polska
- Dubbing wykonało: Studio Zet
- Realizacja dźwięku: Marzena Nowakowska
- Udział wzięli:
  - Olga Bończyk
  - Jacek Bończyk
  - Jacek Kopczyński
  - Zbigniew Suszyński
- Tłumaczenie tekstów: 
  - Adrian Chmielarz
  - Jacek Piekara
  - Andrzej Poznański
  - John Zabiyaka
- Obsługa techniczna polskiej wersji:
  - Wladimir Jegorow
  - Dariusz Rusin